# Phalanger alexandrae
Phalanger alexandrae är en pungdjursart som beskrevs av Tim Flannery och Bapak Boeadi 1995. Phalanger alexandrae ingår i släktet kuskusar och familjen klätterpungdjur. IUCN kategoriserar arten globalt som starkt hotad. Inga underarter finns listade.
Pungdjuret är endemiskt för Gebe Island väster om Nya Guinea. Arten vistas där i fuktiga skogar.